# Leptostromella pteridina
Leptostromella pteridina är en svampart som beskrevs av Sacc. & Roum. 1881. Leptostromella pteridina ingår i släktet Leptostromella, divisionen sporsäcksvampar och riket svampar.   Inga underarter finns listade i Catalogue of Life.